# Tenčo Banev
Tenčo Banev, (en bulgare : Тенчо Лудмилов Банев), né le 14 août 1980 à Haskovo, en Bulgarie, est un joueur bulgare de basket-ball, évoluant au poste de pivot.

## Palmarès
- Champion de Bulgarie 2003, 2004, 2008, 2009
- Vainqueur de la coupe de Bulgarie 2002, 2003, 2004, 2008